# The Used (álbum)
The Used es el álbum debut del grupo The Used. Fue lanzado el 25 de junio del 2002 por Reprise Records. Este disco debut de The Used consiguió el disco de oro en 2002 y consiguió acabar ese mismo año en el puesto 63 de la prestigiosa lista de éxitos Billboard.

## Lista de canciones
| N.º | Título                        | Duración |  |
| 1.  | «Maybe Memories»              | 2:55     |  |
| 2.  | «The Taste of Ink»            | 3:28     |  |
| 3.  | «Bulimic»                     | 3:20     |  |
| 4.  | «Say Days Ago»                | 3:17     |  |
| 5.  | «Poetic Tragedy»              | 3:44     |  |
| 6.  | «Buried Myself Alive»         | 4:02     |  |
| 7.  | «A Box Full of Sharp Objects» | 2:56     |  |
| 8.  | «Blue and Yellow»             | 3:21     |  |
| 9.  | «Greener with the Scenery»    | 3:37     |  |
| 10. | «Noise and Kisses»            | 2:49     |  |
| 11. | «On My Own»                   | 2:43     |  |
| 12. | «Pieces Mended»               | 3:13     |  |

| B-sides | |          |  |
| N.º     | Título | Duración |  |
| 13.     | «Just a Little» (aparece en la versión japonesa del disco, en el CD/DVD maybe memories y en singles posteriores) | 3:28     |  |

## Contenido múltimedia
Cuando el CD es colocado en una unidad de CD-ROM, se puede acceder a imágenes de la banda, tanto en vivo como promocionales. También contiene videoclips en vivo y curiosidades.

## Créditos
- Todas las canciones fueron escritas por The Used.

The Used
- Bert McCracken - voces.
- Jeph Howard - bajo, coros.
- Quinn Allman - guitarras, coros.
- Branden Steineckert - batería, percusión, coros.

Créditos y músicos adicionales
- John Feldmann - Productor, ingeniero, mezclador, vocalista adicional (en Bulimic y Greener With The Scenery).
- Carmen Daye - Vocalista adicional (en Greener With The Scenery).
- Mark Blewett - Ayudante de ingeniero.
- Donny Campion - Ayudante de ingeniero.
- Nick Ingman - Arreglos de secuencia (en Poetic Tragedy, Greener With The Scenery y On My Own).
- Joe Gastwirt - Masterizador.
- P.R. Brown - Dirección de arte, Fotografía y diseño.
- Gina Keeler - Dibujos lineales adicionales.